# Pfarrkirche Eggerding

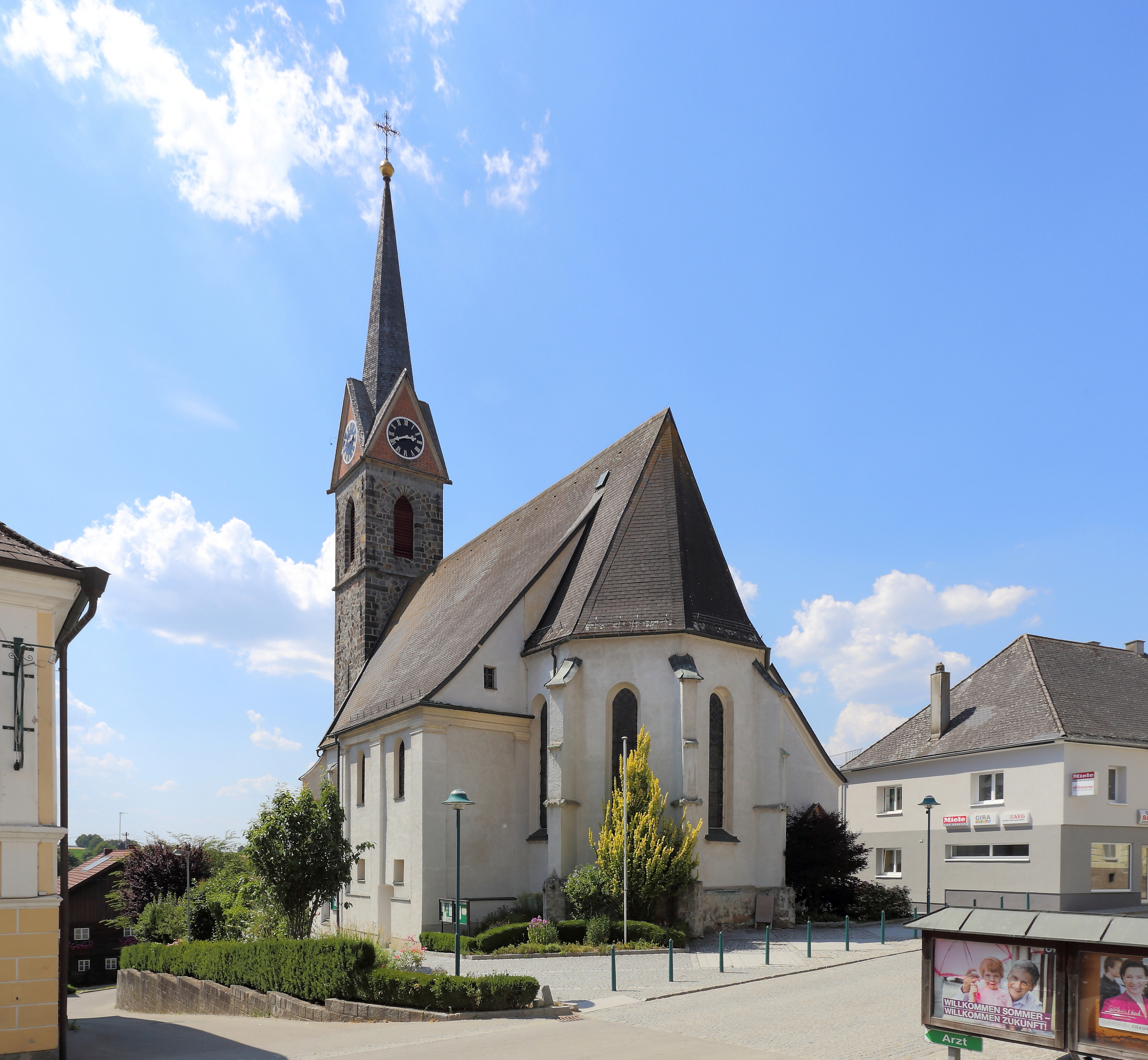
Kath. Pfarrkirche hl. Margareta in Eggerding

Die römisch-katholische Pfarrkirche Eggerding steht im Ort Eggerding in der Gemeinde Eggerding im Bezirk Schärding in Oberösterreich. Die auf die heilige Margareta geweihte Kirche gehört zum Dekanat Andorf in der Diözese Linz. Die Kirche steht unter Denkmalschutz. 2021 fand eine umfassende Innenrenovierung statt.

## Geschichte

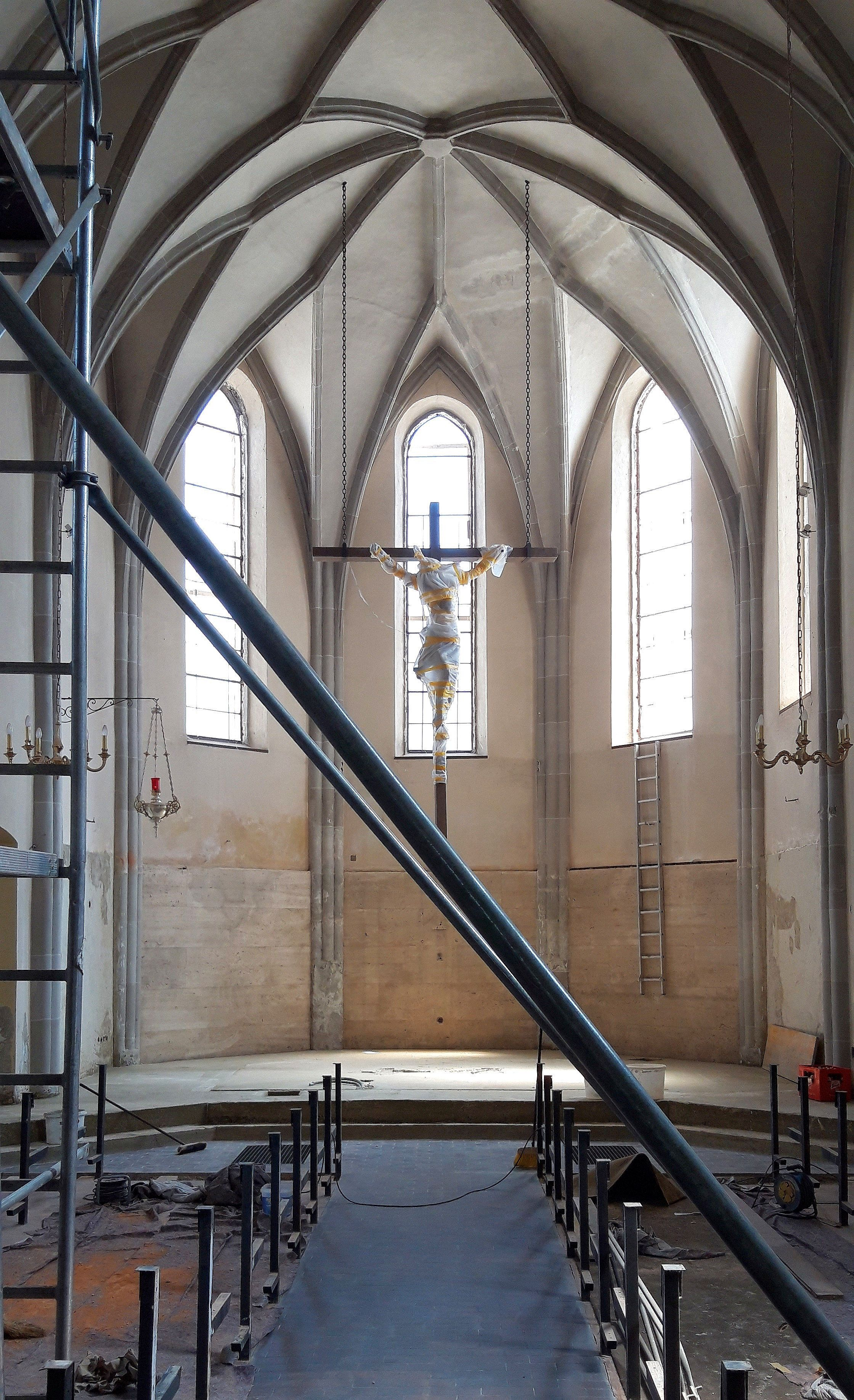
Pfarrkirche Eggerding im Juni 2021 während der Innenrenovierung

Eine Filialkirche in Eggerding soll schon um das Jahr 785 existiert haben, 1190 wurde erstmals „Eckharding“ in einer Urkunde genannt. Zur Zeit der frühen Kirchenorganisation im Mittelalter gehörte das Gebiet um Eggerding und Mayrhof zur Urpfarre St. Weihflorian. Als eigenständige Pfarre wurde St. Weihflorian erstmals 1182 bezeichnet, als sie zusammen mit der Pfarre Tettenweis dem Passauer „Innbruckamt“ inkorporiert wurde, welches dem St. Ägidien-Spital in der Innstadt unterstand. Der Sprengel der Pfarre St. Weihflorian war sehr ausgedehnt: Er lag zwischen dem Wirkungsbereich der Urpfarre St. Severin sowie dem der Urpfarre Münsteuer und umfasste das Gebiet der heutigen Pfarren Brunnenthal, Schärding, St. Florian am Inn, Suben, St. Marienkirchen und Eggerding, dazu außerdem Anteile der heutigen Pfarren Taufkirchen, Lambrechten und Rainbach. Als es im Jahr 1380 zur Verlegung des Sitzes der Pfarre St. Weihflorian nach Schärding kam, wurde das Gebiet um Eggerding und Mayrhof eine Filiale von Schärding. 1581 wurde das bisherige Filialvikariat St. Marienkirchen (bestehend aus St. Marienkirchen, Eggerding und Mayrhof) vom Domkapitel Passau zu einer eigenständigen Pfarre erhoben. Im Jahr 1785 wurde das Gebiet um Eggerding und Mayrhof im Zuge der josephinischen Reformen aus der Pfarre St. Marienkirchen gelöst und als landesfürstliche Patronatspfarre Eggerding zu einer eigenständigen Pfarre erhoben.
Von 1786 bis 1992 gab es immer einen Priester in Eggerding. Mit 1. Jänner 1992 kam Religionslehrer Johann Wimmer als ehrenamtlicher Pastoralmitarbeiter. Mit 15. November 1992 ging Pfarrer dr. Franz Wiedenholzer (Parrer von Eggerding seit 1963) in den Ruhestand und Dechant Alois Heinzl, Pfarrer von Kopfing, wurde bis 31. Juli 1993 Pfarradministrator. Am 1. August 1993 wurde Religionslehrer Johann Wimmer zum Diakon geweiht und mit diesem Tag durch Diözesanbischof Maximilian Aichern zum Pfarrassistenten bestellt, blieb weiterhin Dechant Alois Heinzl.

## Architektur
Der gotische Kirchenbau in Eggerding stammt aus dem Ende des 15. Jahrhunderts. Das einschiffige dreijochige Langhaus hat ein aus einem sechsstrahligen Stern abgeleitetes Netzrippengewölbe analog Handenberg bzw. Bürgerspitalskirche Braunau. Der leicht eingezogene zweijochige netzrippengewölbte Chor schließt mit einem Fünfachtelschluss. Außen zeigen sich die Strebepfeiler in reichen spätgotischen Formen. Der Westturm um 1900 trägt einen Spitzhelm. Das Südportal ist spätgotisch verstäbt und hat eine Tür mit gotischen Beschlägen. Die Sakristeitür hat gotische Beschläge. Es gibt Gemälde (wohl als Gewölbemalerei) von Jacob Zeiller (um 1771), hl. Katharina im südlichen Choranbau, hl. Barbara im Raum darüber.
Der Turm wurde 1898–1900 unter Pfarrer Anton Reidinger und Baumeister Matthäus Schlager erbaut.

## Ausstattung

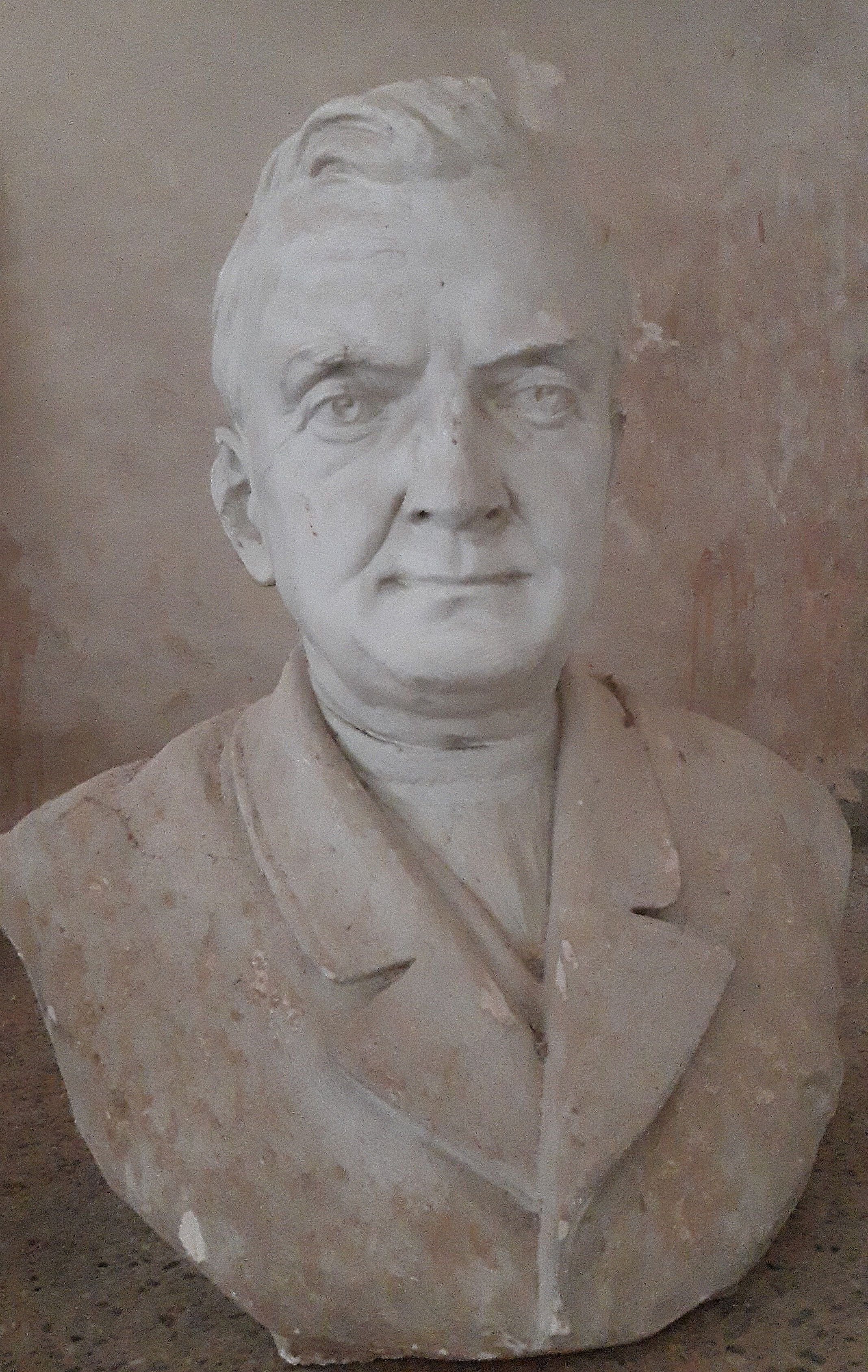
Portraitbüste Pfarrer Anton Reidinger

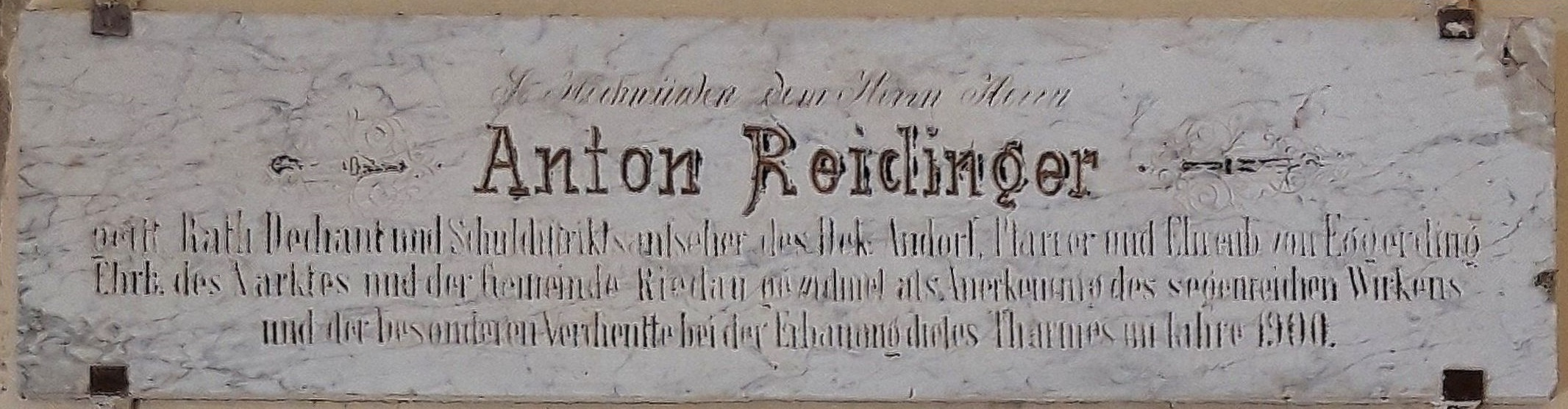
Inschrift zur Portraitbüste Pfarrer Reidingers

Die Altäre sind neugotisch. Der Taufstein trägt eine Holzgruppe Taufe Christi aus der Mitte des 18. Jahrhunderts.
Von der Ausstattung der Pfarrkirche Eggerding sind ferner erwähnenswert: eine Portraitbüste von Pfarrer Anton Reidinger (von ihm stammt das populäre Weihnachtslied Es wird scho glei dumpa), die Lourdesgrotte, das Missionskreuz und das ursprünglich an der Südseite der Pfarrkirche stehende Kriegerdenkmal.